# NBAオールスターウィークエンド
NBAオールスターウィークエンドは、NBAが、毎年レギュラーシーズン中盤である2月に集中して開催するイベントの総称である。金曜日に開催されるルーキーチャレンジを皮切りに様々なゲームやイベントが催され、日曜日のNBAオールスターゲームで締めくくられる。

## イベント
NBAジャムセッション
- オールスターゲームが開催されるアリーナ周辺の会場で催される。来場者はバスケットボールに関する様々なアトラクションを楽しめるほか、オールスターゲームに出場する選手の公開練習の観覧やサイン会など様々なイベントに参加することができる。

金曜日
- Dリーグ・ドリーム・ファクトリー：NBAの下部組織Dリーグに所属する選手達によるイベント。イベントは、Dリーグ版サタデーナイトとしてスラムダンクコンテスト、スリーポイントシュートコンテスト、スキルズチャレンジが開催される。
- ルーキーチャレンジ：1年目選手(ルーキーチーム)と2年目選手(ソフォモアチーム)による対抗戦。オールスター予備軍によるオールスターゲームであり、MVP受賞者の多くは将来オールスターゲームに出場している。
- セレブリティ・オールスターゲーム：歌手や俳優など有名人による東西対抗戦。各チームに1人ずつWNBAの選手が加わる。

土曜日
- Dリーグ・オールスターゲーム：Dリーグに所属する選手達によるオールスターゲーム。
- スラムダンクコンテスト：身体能力に秀でたNBA選手4人により、バスケットボールでも最も華やかな技の1つであるダンクシュートの見た目を競いあう。5人の審査員が各々10点満点で審査するが、優劣の明確な判定基準はなく、コンテストの行方は審査員たちの独断と偏見に委ねられる。4人のうち得点が高かった2人が決勝ラウンドに進出し、ファン投票により優勝が決まる。
- スリーポイント・シュートアウト：通称“スリーポイントシュートコンテスト”。NBAを代表するシューターたちにより、制限時間内に決めたスリーポイントシュートによるポイントを競い合う。
- スキルチャレンジ：バスケットボール版障害物競走。障害物をドリブルで駆け抜けるスピードやパスの精度を競い合う。競技の特性上、出場者はガードの選手。
- シューティングスター:現役NBA選手、現役WNBA選手、元NBA選手計3人が1つのチームとなり、難易度が異なる6つのシュートを決めるまでの所要時間を競う。現役スター選手と往年の名選手の競演が楽しめる。

日曜日
- NBAオールスターゲーム:ウィークエンドのメインイベントである現役NBA選手らによる東西対抗戦。ファン投票により先発メンバーが決められ、控えメンバーは各チームのヘッドコーチの投票によって選出される。